# 치앙마이 대학교
치앙마이 대학교(태국어: มหาวิทยาลัยเชียงใหม่ 마하위타얄라이 치앙마이[*])는 태국 북부의 치앙마이 주 치앙마이 및 람푼 주 암프 므앙람푼에 소재한 국립대학으로, 1964년 설립되었다. 초기에 이 대학은 공학, 자연과학, 농학 등 주로 이학 계열 학과에 역점을 두었다. 현재 치앙마이 대학은 학부, 대학원 석사 및 박사 과정의 교육 과정이 설치되어 있으며, 지역 교육기관을 통한 평생교육도 제공하고 있다. 본 캠퍼스는 치앙마이 중심가와 도이 수텝 사이에 있다.
이 대학은 태국 북부에 설립된 최초의 고등교육 기관이며, 태국 최초의 지방 대학, 즉 방콕을 중심으로 한 수도권 외에 설치된 최초의 종합대학이었다. 치앙마이 대학은 최근 산업 일선과의 긴밀한 연계를 확보하기 위해 산업기술개발센터(TDCI)를 설치하였다. 이 대학은 또 치앙마이 창조도시 개발 위원회의 의장을 맡고 있다.

## 캠퍼스

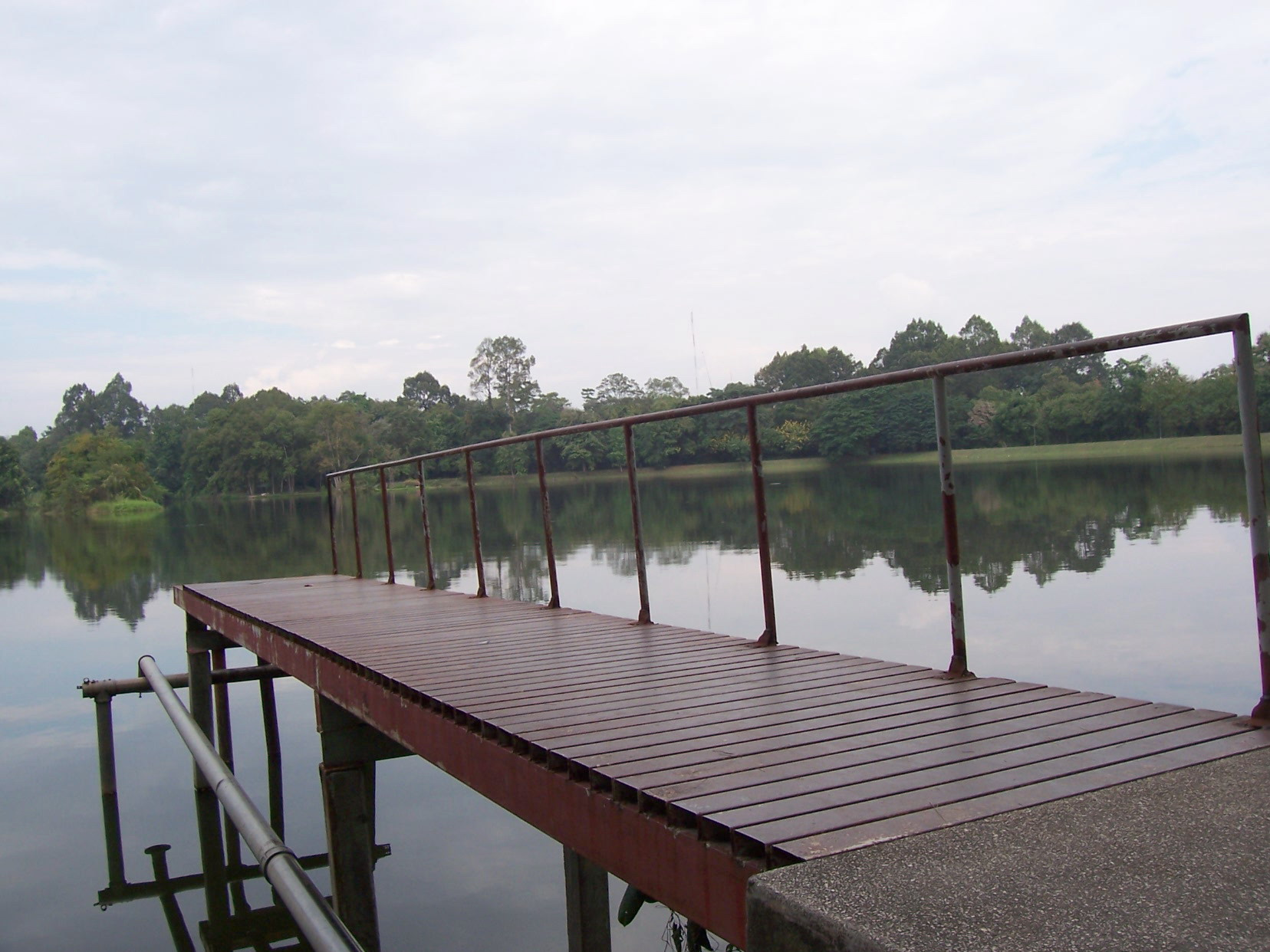
본 캠퍼스의 앙깨우 호(湖)

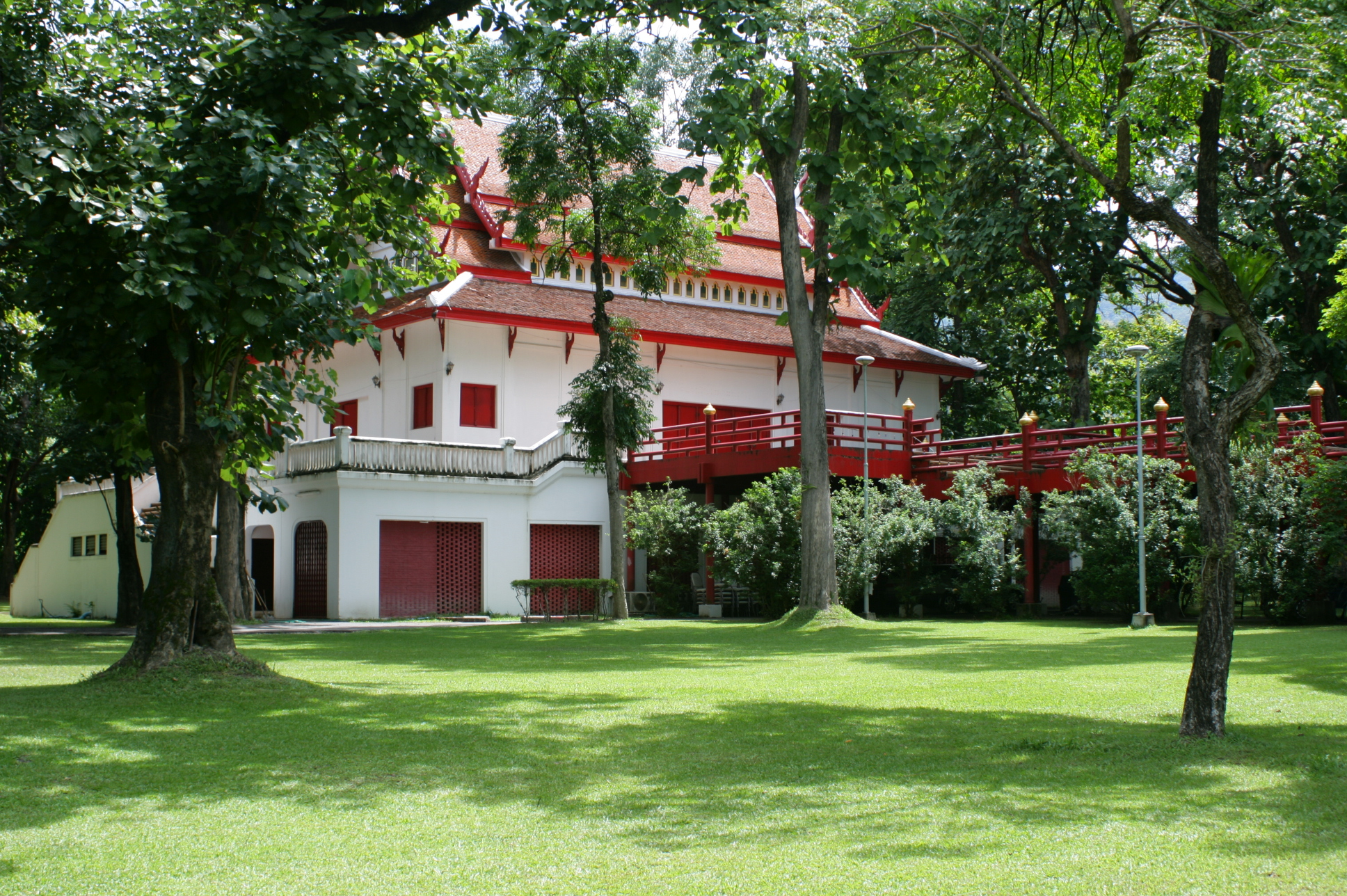
본 캠퍼스의 살라탐마

치앙마이 대학에는 네 개의 캠퍼스가 있다.
- 수안삭(태국어: สวนสัก) 캠퍼스 : 본 캠퍼스.
- 수안덕(태국어: สวนดอก) 캠퍼스
- 매히아(태국어: แม่เหียะ) 캠퍼스
- 시부아반(태국어: ศรีบัวบาน) 캠퍼스 : 치앙마이 남쪽 람푼 주의 암프 므앙람푼에 있다.

## 부속 기관

### 학부

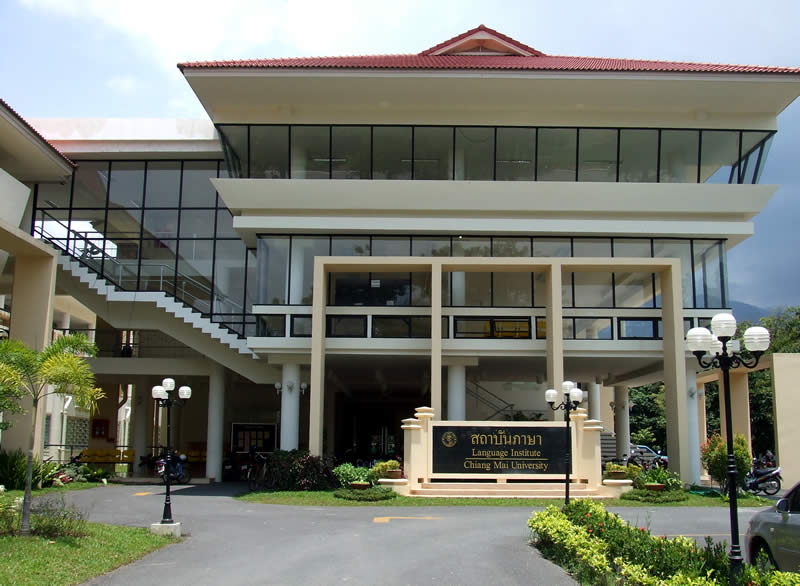
언어교육원

치앙마이 대학에는 3개 계열 20개의 학부 및 1개 단과대학이 있다.
| 과학기술 계열 - 농학부 - 농산업학부 - 건축학부 - 공학부 - 자연과학부 - 예술매체기술대학 | 인문사회과학 계열 - 경영학부 - 경제학부 - 교육학부 - 교양학부 - 인문학부 - 법학부 - 정치행정학부 - 사회과학부 - 언론학부 |
| 건강과학 계열 - 의과학부 - 치의학부 - 의학부 - 간호학부 - 약학부 - 수의학부             | 인문사회과학 계열 - 경영학부 - 경제학부 - 교육학부 - 교양학부 - 인문학부 - 법학부 - 정치행정학부 - 사회과학부 - 언론학부 |

### 산하 연구소
- 에너지 연구개발기관
- 건강과학연구소
- 사회연구소

### 학외 교육기관
- 언어교육원
- 치앙마이 국제대학
- 치앙마이 대학 부속학교